# پورسخلو
پورسخلو یکی از روستاهای استان آذربایجان شرقی است که در دهستان اوچ‌تپه شرقی بخش مرکزی شهرستان میانه واقع شده‌است.
که زادگاه آیت الله احمدی میانجی میباشد